# Santa Cruz de la Salceda
Santa Cruz de la Salceda è un comune spagnolo di 139 abitanti situato nella comunità autonoma di Castiglia e León.